# Jugodrvo (budova)
Budova Jugodrva se nacházela v Bělehradě na třídě Vase Čarapića, vedle Náměstí Republiky a srbského národního divadla. Jednalo se o brutalistickou budovu, postavenou jako sídlo jugoslávského státního podniku Jugodrvo.
Projekt budovy, která patřila ve své době k pokrokovým příkladům jugoslávské architektury, zpracovali v roce 1978 architekti Dragan Jovanović a Momčilo Milovanović. K realizaci byl vybrán ve veřejné soutěži v roce 1979. Výstavba probíhala v letech 1980–1986. Jedná se o jeden z mála příkladů budovy s ocelovou konstrukcí, která se nachází v samém centru srbské metropole.
V prosinci 2011 byl iniciován záměr zásadní přestavby budovy, kterou vyžaduje společnost Mariott. Ta zamýšlí v centru Bělehradu zrealizovat hotel. Rekonstrukce má proběhnout v letech 2012–2014. Záměr přestavby vzbudil v Bělehradě živelnou diskuzi na téma zachování, či nezachování původního brutalistického objektu. V rámci ní bylo založeno několik iniciativ za zachování budovy. Původní budova byla nakonec srovnána se zemí a nahrazena hotelem Mariott.